# 岸田海音
岸田 海音（きしだ みおん、2002年5月18日 - ）は、日本の女優（元子役）、タレント、映画監督である。元スマイルモンキー所属。本名同じ。

## 人物
- 身長：160cm[1]
- 趣味：模写、ごみ拾い、料理
- 特技：殺陣、歌、魚捌き
- 弟はスマイルモンキー所属の岸田瑛音。
- 猫好き。

## 略歴
2006年頃からNEWSエンターテインメントに所属し、スチールモデル、再現ドラマ、CM等に出演。その後弟と共にスマイルモンキーに移籍。
2021年3月31日にスマイルモンキーを退所。現在は大学に通いながらフリーで活動を続ける。
2024年11月21日に4歳年上の男性と結婚した。

## 出演

### テレビ番組
- 太田光の私が総理大臣になったら···秘書田中。(2008年)(日本テレビ)
- 24時間テレビ30 再現VTR(日本テレビ) - 笠井円 役
- 土曜プレミアム 戦場のメロディ｣(フジテレビ) - 前川慶子(幼少) 役
- いじわるばあさん(フジテレビ)
- 土曜ワイド劇場 火災捜査官 紅蓮次郎9(テレビ朝日) - 梢(演：中澤裕子)(幼少) 役
- 土曜ワイド劇場 ショカツの女4(テレビ朝日)
- みんなの家庭の医学SP(2010年)
- 美の巨人たち(2008年)
- BS-hi迷宮美術館「速水御舟篇」(2008年)
- ドラマ24 トラブルマン(テレビ東京) - 夕子(幼少) 役
- 毎日かあさん(テレビ朝日、2010年)
- ワンダーにゃんだー(2010年)
- ステップファザーステップ 第8話(2012年、TBS) - 田島里奈 役
- ピラメキーノ「学校の怖いウワサ」(2012年、テレビ東京)
- 有吉反省会デヴィ子の部屋(2012年、日本テレビ)
- 世にも奇妙な物語春の特別編「階段の花子」花子役(2013年)
- はじまりの歌(2013年、NHK) - 飛田樹里 役
- ザ・ドキドキどっきり(2013年、フジテレビ) - 仕掛人
- ピラメキーノ640「BARピラメキーノ」(2014年、テレビ東京)
- 踊る!さんま御殿!!(2014年、日本テレビ) - 再現VTR
- 中居正広の金曜日のスマたちへ「E-Girls」(2015年、TBS)
- AbemaPrime 「週刊中2ニュース」(2016年、AbemaTV) - レポーター
- 有吉ゼミ「二世芸能人 親バカNo.1決定戦 LUNA」(2017年、日本テレビ) - LUNA少女時代 役
- ザ!世界仰天ニュース(日本テレビ)
  - 「平尾由美子幼少役」(2008年)
  - 「小児がん篇」(2008年)
  - 「上原美優再現、本人幼少役」(2009年)
  - 「衝撃事件&インパクト映像4時間10分SP」(2016年)
  - 「仰天チェンジ」(2017年)
  - 「仰天チェンジ」藤井美穂役(2019年)
  - 「仰天チェンジ」(2020年)
  - 「仰天チェンジ」(2021年)

### 映画
- たからもの「亜米利加」(2008年)
- さらば愛しの大統領 - 妹 役
- いぬのえいが2～犬とあなたの物語～ - DOG NAP 少女 役
- ENBUゼミ卒業制作「みんな死ね、生きろ」(2014年) - 房子の娘 役
- 恋妻家宮本(2017年) - クラスメート 役

### CM
- すかいらーくグループ「アンパンマンキャンペーン」(2008年)
- ユーキャン113講座(2008年)
- バンダイ「パックンカラオケ アンパンマン」(2008年) - メイン
- グリコ(2009年)
- イトーヨーカドー「大創業祭」(2014年)

### Web
- 犬のメリー(BeeTV) - レギュラー：鈴木海音 役(2010年)
- JRA企業広告(2009年)

### モデル
- ゴスペラーズ コンサートパンフレット
- リクルート情報紙マンションズ
- ベリーズベリー

### 舞台
- ゆーりんプロ｢かぐや姫｣ - かぐや幼少 役

### その他
- 日本コロムビア「きっずそんぐ〜こどもがうたうこどものうた〜」(2012年発売)
  - 「さんぽ」
  - 「おばけなんてないさ」
  - 「クラリネットをこわしちゃった」
- オロナイン「泣きたいときのクスリ2008」ちーちゃん役(2008年)
- ラジオ劇団・小さな奇跡「子供たちの未来へ」(2009年)